# ژرژ کارنوس
ژرژ کارنوس (به فرانسوی: Georges Carnus) بازیکن فوتبال و دروازه‌بان اهل فرانسه است که از سال ۱۹۶۳ تا ۱۹۷۳ میلادی عضو تیم ملی فوتبال فرانسه بوده‌است. وی در ۳۶ بازی ملی حضور داشته است و در بازی‌های ملی‌اش گلی به ثمر نرساند.